# Juras
Juras ist ein litauischer männlicher Vorname, abgeleitet von Juri.

## Personen

### Vorname
- Juras Andriukaitis (* 1951), Politiker, Vizebürgermeister von Šiauliai
- Juras Požela (1982–2016), Politiker, Seimas-Mitglied und Gesundheitsminister
- Juras Taminskas (* 1986), Jurist und Politiker,  Verkehrsminister

### Familienname
- Josip Juras († 2013), kroatischer Politiker und Diplomat